# Lucas Cháves
Lucas Abraham Cháves (Martín Coronado, 9 agosto 1995) è un calciatore argentino, portiere del Panaitōlikos in prestito dall'Argentinos Juniors.

## Carriera
Cresciuto nelle giovanili dell'Argentinos Juniors, ha esordito in prima squadra il 6 giugno 2017 in occasione del match di campionato vinto 3-0 contro il Boca Unidos.

## Statistiche

### Presenze e reti nei club
Statistiche aggiornate al 18 Agosto 2018.
| Stagione        | Squadra            | Campionato      | Campionato | Campionato | Coppe nazionali | Coppe nazionali | Coppe nazionali | Coppe continentali | Coppe continentali | Coppe continentali | Altre coppe | Altre coppe | Altre coppe | Totale | Totale | Totale |
| Stagione        | Squadra            | Comp            | Pres       | Reti       | Comp            | Pres            | Reti            | Comp               | Pres               | Reti               | Comp        | Pres        | Reti        | Pres   | Reti   |        |
| --------------- | ------------------ | --------------- | ---------- | ---------- | --------------- | --------------- | --------------- | ------------------ | ------------------ | ------------------ | ----------- | ----------- | ----------- | ------ | ------ | ------ |
| 2016-2017       | Argentinos Juniors | PN              | 3          | -1         | CA              | 0               | 0               |                    | -                  | -                  |             | -           | -           | 3      | -1     |        |
| 2017-2018       | Argentinos Juniors | PD              | 25         | -26        | CA              | 0               | 0               |                    | -                  | -                  |             | -           | -           | 25     | -26    |        |
| 2018-2019       | Argentinos Juniors | PD              | 1          | -1         | CA              | 0               | 0               |                    | -                  | -                  |             | -           | -           | 1      | -1     |        |
| Totale carriera | Totale carriera    | Totale carriera | 29         | -28        |                 | 1               | 0               |                    | -                  | -                  |             | -           | -           | 30     | -28    |        |